# Progonostola
Progonostola is een geslacht van vlinders van de familie spanners (Geometridae), uit de onderfamilie Larentiinae.

## Soorten
- P. caustoscia Meyrick, 1899
- P. cremnopis Meyrick, 1899